# Finlandia ai V Giochi olimpici invernali
La Finlandia partecipò ai V Giochi olimpici invernali, svoltisi a Sankt Moritz, Svizzera, dal 30 gennaio all'8 febbraio 1948, con una delegazione di 24 atleti impegnati in cinque discipline.

## Medagliere

### Per discipline
| Sport                   | Oro | Argento | Bronzo | Totale |
| ----------------------- | --- | ------- | ------ | ------ |
| Combinata nordica       | 1   | 1       | 0      | 2      |
| Pattinaggio di velocità | 0   | 1       | 1      | 2      |
| Sci di fondo            | 0   | 1       | 1      | 2      |
| Totale                  | 1   | 3       | 2      | 6      |

### Medaglie
| Medaglia | Atleta                                                      | Sport                   | Evento             |
| -------- | ----------------------------------------------------------- | ----------------------- | ------------------ |
| Oro      | Heikki Hasu                                                 | Combinata nordica       | Combinata nordica  |
| Argento  | Lauri Parkkinen                                             | Pattinaggio di velocità | 10000 m maschile   |
| Argento  | Martti Huhtala                                              | Combinata nordica       | Combinata nordica  |
| Argento  | Lauri Silvennoinen Teuvo Laukkanen Sauli Rytky August Kiuru | Sci di fondo            | Staffetta maschile |
| Bronzo   | Pentti Lammio                                               | Pattinaggio di velocità | 10000 m maschile   |
| Bronzo   | Benjam Vanninen                                             | Sci di fondo            | 50 km maschile     |